# Маромица
Ма́ромица — река в России, протекает в Опаринском районе Кировской области. Устье реки находится в 334 км по левому берегу реки Молома. Длина реки составляет 34 км, площадь водосборного бассейна 268 км². В 5,2 км от устья принимает слева реку Большая Речка.
Река берёт исток в лесах северо-восточнее посёлка Северный (Речное сельское поселение) в 10 км к северо-западу от посёлка Маромица. Река течёт на юго-запад, в низовьях на запад, русло сильно извилистое. В среднем течении протекает через посёлок Речной (центр Речного сельского поселения), ниже его уходит в ненаселённый лесной массив. Крупнейший приток — Большая Речка (левый); прочие притоки — Тетерница, Грязный Лог, Таракановка (правые). Ширина реки около устья — 13 метров.

## Данные водного реестра
По данным государственного водного реестра России относится к Камскому бассейновому округу, водохозяйственный участок реки — Вятка от города Киров до города Котельнич, речной подбассейн реки — Вятка. Речной бассейн реки — Кама.
По данным геоинформационной системы водохозяйственного районирования территории РФ, подготовленной Федеральным агентством водных ресурсов:
- Код водного объекта в государственном водном реестре — 10010300312111100035096
- Код по гидрологической изученности (ГИ) — 111103509
- Код бассейна — 10.01.03.003
- Номер тома по ГИ — 11
- Выпуск по ГИ — 1